# Agenzia statunitense per la protezione dell'ambiente
L'Agenzia per la protezione dell'ambiente (in inglese United States Environmental Protection Agency, in acronimo EPA o USEPA) è un'agenzia del governo federale degli Stati Uniti d'America, incaricata della protezione ambientale e quella della salute umana, perseguite attraverso la puntuale applicazione delle leggi approvate dal congresso degli Stati Uniti d'America.

## Storia
L'Agenzia fu creata su proposta del presidente Nixon e divenne operativa dal 2 dicembre 1970. L'Agenzia è guidata da un direttore, nominato dal presidente e sottoposto a conferma del Senato. L'attuale direttore in carica dal 10 marzo 2021 è Michael Regan. 
L'EPA non costituisce un dicastero a sé stante, ciò nonostante il direttore è di norma membro del Gabinetto degli Stati Uniti d'America.

## Lista degli amministratori dell'EPA
| #  | Nome                   | Foto | Mandato           | Mandato          | Presidente sotto il quale si è svolto il mandato |
| #  | Nome                   | Foto | Inizio            | Termine          | Presidente sotto il quale si è svolto il mandato |
| -- | ---------------------- | ---- | ----------------- | ---------------- | ------------------------------------------------ |
| 1  | William D. Ruckelshaus |      | 4 dicembre 1970   | 30 aprile 1973   | Richard Nixon                                    |
| 2  | Russell E. Train       |      | 12 settembre 1973 | 20 gennaio 1977  | Richard Nixon Gerald Ford                        |
| 3  | Douglas M. Costle      |      | 7 marzo 1977      | 20 gennaio 1981  | Jimmy Carter                                     |
| 4  | Anne Gorsuch Burford   |      | 20 maggio 1981    | 9 marzo 1983     | Ronald Reagan                                    |
| 5  | William D. Ruckelshaus |      | 18 maggio 1983    | 4 gennaio 1985   | Ronald Reagan                                    |
| 6  | Lee M. Thomas          |      | 8 febbraio 1985   | 20 gennaio 1989  | Ronald Reagan                                    |
| 7  | William K. Reilly      |      | 6 febbraio 1989   | 20 gennaio 1993  | George H. W. Bush                                |
| 8  | Carol Browner          |      | 22 gennaio 1993   | 19 gennaio 2001  | Bill Clinton                                     |
| 9  | Christine Todd Whitman |      | 31 gennaio 2001   | 27 giugno 2003   | George W. Bush                                   |
| 10 | Mike Leavitt           |      | 6 novembre 2003   | 26 gennaio 2005  | George W. Bush                                   |
| 11 | Stephen L. Johnson     |      | 29 aprile 2005    | 20 gennaio 2009  | George W. Bush                                   |
| 12 | Lisa P. Jackson        |      | 22 gennaio 2009   | 19 febbraio 2013 | Barack Obama                                     |
| 13 | Gina McCarthy          |      | 18 luglio 2013    | 20 gennaio 2017  | Barack Obama                                     |
| 14 | Scott Pruitt           |      | 17 febbraio 2017  | 5 luglio 2018    | Donald Trump                                     |
| 15 | Andrew R. Wheeler      |      | 9 luglio 2018     | 20 gennaio 2021  | Donald Trump                                     |
| 16 | Michael Regan          |      | 10 marzo 2021     | 31 dicembre 2024 | Joe Biden                                        |
| 17 | Lee Zeldin             |      | 29 gennaio 2025   | in carica        | Donald Trump                                     |